# Parrocchia di Saint Paul Charlestown
La parrocchia di Saint Paul Charlestown si trova nella parte occidentale dell'isola di Nevis, nella federazione di Saint Kitts e Nevis.

## Villaggi
- Charlestown (capoluogo)
- Craddocks